# Sigma-Rezeptor
Der Sigma-Rezeptor ist ein bisher nur ansatzweise verstandener Rezeptor, von dem die Subtypen σ1 und σ2 bekannt sind.
Sigma-Rezeptoren wurden zunächst als ein Typ von Opioid-Rezeptoren (neben µ- und κ-Rezeptoren) angesehen, da Morphin und dessen Verwandten an sie binden. Der dann entdeckte σ1-Rezeptor hatte jedoch nur eine sehr geringe Naltrexon-Affinität, was nicht mit dem zu erwartenden Verhalten von Opioid-Rezeptoren zu vereinbaren war. Seine Struktur war nicht verwandt mit denen der anderen Opioid-Rezeptoren. Man konnte auch zeigen, dass Sigma-Rezeptoren von Substanzen ausgelöst werden, die gänzlich unverwandt mit Opioiden sind, und dass die Funktion der Rezeptoren nicht in Beziehung zu denen der anderen Opioid-Rezeptoren steht. Man ging dann dazu über, Sigma-Rezeptoren als eigenständigen Rezeptortyp zu betrachten.
Heute ist bekannt, dass Sigma-Rezeptoren verschiedene Wirkungen im menschlichen Körper vermitteln und eine Rolle bei verschiedenen Erkrankungen spielen können, wie z. B. Alzheimer, AIDS, Psychosen (wie Schizophrenie oder Depression) und Krebs. Der Sigma-1-Rezeptor findet sich sowohl an der Plasmamembran der Zelle, als auch am endoplasmatischen Retikulum – dort speziell auch an der MAM (Mitochondrien-assoziierte ER-Membran) – und der Kernhülle. Teilweise kann auch derselbe Rezeptor seinen Ort wechseln.